# Peetrimõisa (Kanepi)
Peetrimõisa (Duits: Petrimois) is een plaats in de Estlandse gemeente Kanepi, provincie Põlvamaa. De plaats heeft de status van dorp (Estisch: küla) en telt 50 inwoners (2021).
Ten zuiden van Peetrimõisa loopt de grens tussen de provincies Põlvamaa en Võrumaa. De Põhimaantee 2, de hoofdweg van Tallinn via Tartu naar de Russische grens, komt door Peetrimõisa.

## Geschiedenis
Peetrimõisa werd voor het eerst genoemd in 1452 onder de naam Petersmoyse. Daarna doken verschillende varianten van de naam op: in 1456 Peterszmoysze, in 1627 Peter Moysa en in 1638 Petermoysakyllo. Het dorp viel eerst onder het landgoed Errestfer (Erastvere) en vanaf het begin van de 17e eeuw onder dat van Kagrimois (Kaagvere). In het midden van de 17e eeuw werd het een zelfstandig landgoed, maar in 1867 werd het opgekocht door het landgoed Sommerpahlen (Sõmerpalu).
Tussen 1912 en 1939 hoorde Peetrimõisa bij Heimtal (Estisch: Heimtali), een Duitse nederzetting, Daar woonden ongeveer veertig families die afkomstig waren uit het Oekraïense Wolynië. In 1939 moesten ze tegelijk met de Baltische Duitsers vertrekken als gevolg van het Molotov-Ribbentroppact.
In 1977 werd het buurdorp Raudsepa (ook wel Raudsepä genoemd) bij Peetrimõisa gevoegd.